# 科赫汽车
科赫汽车股份公司（義大利語：Koch Automobile AG）是一家总部设于德国柏林的汽车贸易公司，主要销售马自达、沃尔沃、雪铁龙、斯柯达、西亚特和大众等品牌的车辆。

## 历史
1993年11月20日，托马斯·科赫、克劳斯-乌韦·格拉斯和卢茨·贝琴在柏林马尔灿成立了科赫车行（Autohaus Koch GmbH）。其最初仅供应马自达品牌的车辆。1994年，车行迁入一栋新的大楼，并于1997年同样在马尔灿开设了首个二手车交易中心。接下来的几年里，该车行在柏林和勃兰登堡州开设了更多的展厅，使其于2000年成为马自达在德国最大的经销商。
在2002年至2012年间，除了马自达外，科赫车行还陆续加入了沃尔沃、雪铁龙、斯柯达和西亚特等品牌的销售。这些品牌的销售方式最初是作为独立的有限责任公司管理，再联合至一个控股公司；2007年11月，科赫车行改制为科赫汽车股份公司。自2017年10月起，科赫还代理大众汽车的销售。